# تله فقر
در علم اقتصاد، تله فقر (به انگلیسی: Poverty Trap) به هرگونه مکانیسم خودتقویت‌کنی که باعث می‌شود فقر ادامه پیدا کند، گفته می‌شود. تله فقر به شکلی دوری خودش را تقویت می‌کند و اگر اقدامی برای شکستن آن انجام نشود، استمرار می‌یابد. افرادی که در خانواده‌ای فقیر به دنیا آمده‌اند، ممکن است لوازم لازم برای تحصیل را نداشته باشند، و این خود باعث عدم توانایی آن‌ها در یافتن شغل مناسب و در نتیجه تقویت وضعیت فقر آن‌ها بشود.